# Roughness and Toughness
Roughness and Toughness es un álbum lanzado en 2003 por Graveslime, una banda islandesa de heavy metal. Roughness and Toughness fue su primer y último trabajo, ya que el grupo se había separado antes de que el disco saliera a la calle.

Grabado por Tim Green en Studio Veðurstofan, Reikiavik, la mezcla estuvo a cargo de los Louder Studios, propiedad de Green en San Francisco. John Golden participó en la masterización y J. J. Golden agregó grabaciones adicionales y edición.
En este álbum hay referencias a Mogwai, Primus y Nirvana, entre otros y también posee una versión roquera del famoso tema “Chariots of Fire” (“Carrozas de Fuego”).

El guitarrista Guðlaugur Kristinn Óttarsson contribuyó en la canción “American Sleeper”.